# 和村幸得

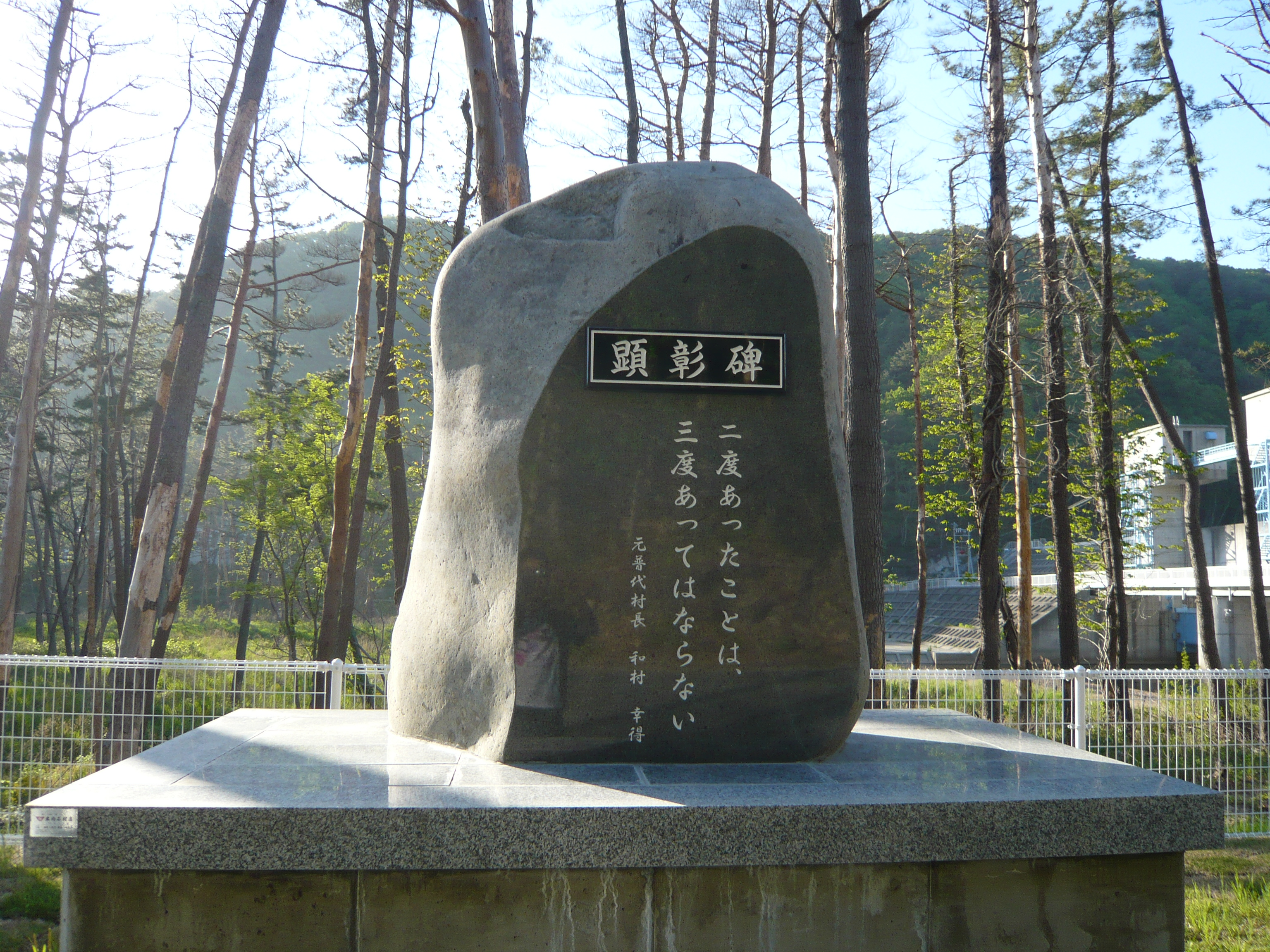
和村幸得の顕彰碑。彼の建設した普代水門の前に建つ（2013年5月31日）

和村 幸得（わむら こうとく、1909年2月21日 - 1997年10月18日）は日本の政治家。

## 人物
岩手県普代村出身。盛岡中学（現岩手県立盛岡第一高等学校）から慶應義塾大学に進むが、健康を害して中退、普代に戻った。
1933年、普代村で約600人の死傷者を出した昭和三陸地震の津波を体験した。後に著した回想録『貧乏との戦い四十年』では「阿鼻叫喚とはこのことか。堆積した土砂の中から死体を掘り起こしている所を見た時にはなんと申し上げてよいか、言葉も出なかった」と述懐している。
普代村役場で働いたのち、1947年に村長選挙に出馬して当選し、以後1987年まで10期40年に亘り務める。村長在任中には三陸鉄道開業を記念して「おれの北緯四十度」（作曲：船村徹、歌：鳥羽一郎）の制作を指揮した。また、大津波対策として高さ15.5メートルの防潮施設を建設した（後述）。
1987年4月30日の村長退任の挨拶の際、「村民のためと確信をもって始めた仕事は反対があっても説得をしてやり遂げてください。最後には理解してもらえる。これが私の置き土産です」と語った。
1997年、88歳で死去。

## 堤防建設
普代村では、前述の昭和三陸地震からさらに遡る1896年の明治三陸地震の津波でも、1,010人の死者・行方不明者を出していた。
和村は大津波への対策として、1967年に太田名部防潮堤（高さ15.5メートル・全長155メートル、総工費5,837万円）を、次いで1984年に普代水門（高さ15.5メートル・全長205メートル、総工費35億6,000万円）を完成させた。防潮堤と水門の高さ15.5メートルは東北一である。
和村のもとで堤防建設に関わり、その後普代村村長となった深渡宏によれば、和村は昭和と明治の津波の高さを考え、普代では14メートルくらいあったので、それを想定して15メートルという高さを決定したという。
深渡によると、堤防の建設には反発も大きく「（金を）他のことに使えばいい」「ここまでの高さは必要なのか」との異論も出た。地主の中にもどうしても承諾できない者がいたが、和村は「二度あることは三度あってはいかん」と決して譲らず、県にひたすら嘆願し、土地収用もからめ、事業認定をかけてまで強行した。
2011年に発生した東日本大震災の際、普代村では防潮堤の外側にあった漁業施設は津波によりほぼ全滅、603隻あった漁船は40隻前後にまで減少したが、防潮施設に守られた内側では死者0名（漁船の様子を見に行った行方不明者1名）、住居への被害0件と、沿岸部の他自治体に比べて被害は極めて軽微に留まった。これにより和村は震災直後から全国的な注目を集め、日本のメディアのみならず、米国の『ワシントン・ポスト』紙も取り上げた。震災後、堤防に手を合わせたり、和村の墓に線香を供える人も見られた。

## 著作
- 貧乏との戦い四十年（回想録）